# Pseudo-Sénèque (sculpture)
Le Pseudo-Sénèque est le nom traditionnellement donné à un buste romain masculin en bronze (H. 36 cm., pâte de verre pour les yeux) découvert lors des fouilles dans le grand péristyle de la villa des Papyrus à Herculanum, en 1754.
Ce portrait aux traits émaciés et dont les cheveux retombent en mèches désordonnées et humides a été identifié dès sa découverte comme celui du philosophe Sénèque. Mais la découverte d'un hermès, au début du XIXe siècle, pouvu d'une inscription présentant le véritable portrait du philosophe romain a reposé la question de l'identité du personnage. Plus récemment les historiens de l'art le considèrent plutôt comme le portrait imaginaire d’un auteur grec, par exemple Hésiode (1965 et 1995), mais d'autres penchent plutôt pour Ésope (1994), voire Aristophane (1997) ou Ennius (1975). 
Il est conservé au Musée archéologique national de Naples (inv. 5616).
Ce bronze est le plus puissant et le plus expressif des quarante répliques connues d'un prototype hellénistique disparu mais, pour des raisons stylistiques, élaboré à Alexandrie vers la fin du IIIe siècle av. J.-C., c'est-à-dire vers 200 av. J.-C.

## Sources et références
1. ↑  Marc Bormand et Béatrice Paolozzi Strozzi, dir. , 2013, p. 328.
2. ↑  Buste dit de Sénèque, Musée archéologique national de Naples (Web archive)
3. ↑  Marc Bormand et Béatrice Paolozzi Strozzi, dir., Le printemps de la Renaissance : la sculpture et les arts à Florence, 1400-1460, 2013 (SUDOC 171884671), p. 328.